# أنخيل غويلرمو هويوس
أنخيل غويلرمو هويوس (بالإسبانية: Angel Guillermo Hoyos)‏ هو لاعب كرة قدم ومدرب كرة قدم أرجنتيني، ولد في 9 يونيو 1963 في قرطبة في الأرجنتين. لعب مع بوكا جونيورز وتشاكاريتا جيونيورز وديبورتيس توليما وريال مدريد كاستيا.

## وصلات خارجية
- أنخيل غويلرمو هويوس على موقع قاعدة بيانات كرة القدم.إي يو (الإنجليزية)
- أنخيل غويلرمو هويوس على موقع Soccerway.com (الإنجليزية)